# ルネ・カイエ
ルネ・カイエ （René Caillié，1799年9月19日 - 1838年5月17日）は、フランスの探検家。

## 来歴
貧しいパン職人の子として生まれ、8歳の頃に父親が獄死、11歳で母親が亡くなって孤児となり、17歳で単身セネガルのボンドゥに渡り苦労して金を稼いだ。幼少期のカイエは小説・ロビンソン・クルーソーを読んで冒険や発見に対する憧れを持った。
1816年に家を出てからは、失踪した探検家・ムンゴ・パークを発見するための探索隊に加わってアフリカの秘境に赴いた。
その後、働きながらアラビア語とイスラム教の教えや習慣を身に着け、1824年にフランス地理協会が伝説の黄金都市・トンブクトゥ到達者へ懸賞を与えると発表した事を受けて旅を決意。セネガル南部から旅を始め、インディゴ農園で金を稼ぎ、マンディンカ人の商隊にムスリムを偽装して加わる。大規模な遠征隊による探検が主流だった時代にカイエは1人でアフリカ大陸に挑んだ。
ジェンネ、モプティを経て、1828年4月20日にトンブクトゥにたどり着いたがそこはすでに荒廃した泥の町に過ぎず失望した。2週間滞在しこの町に関する詳しい観察を書き留めると早々に帰国の途についた。帰りも苦労したがモロッコに入ってからは順調に進み、ラバットのフランス領事館に無事保護されフランスに帰国。その後、フランス地理協会から賞金1万フランを受け、探検記を出版した。
1828年、レジオンドヌール勲章シュヴァリエ。
探検後は結婚して普通に暮らしていたが、1938年、39才の時に結核で死去した。